# BAG Rote Reporter/innen
Die BAG Rote Reporter/innen war eine bundesweite Arbeitsgemeinschaft innerhalb der Partei Die Linke. Sie veranstaltete bis zur Gründung eines eigenständigen Trägervereins einmal im Jahr die Linke Medienakademie (LiMA).

Logo

## Aufgaben und Ziele
Die BAG wurde 2006 mit dem Ziel gegründet, einer ihrer Ansicht nach bestehenden wachsenden Medienkonzentration entgegenzuwirken, die „eine laute Stimme“ für Die Linke nötig mache. Die Arbeitsgemeinschaft wollte vor allem die Verantwortlichen derjenigen Medien erreichen, die von der Partei herausgegeben werden oder im Umkreis der Partei erscheinen, und dazu anregen, neue Medien zu schaffen.
Ihre Weiterbildungsangebote werden seit 2008 durch die Linke Medienakademie, ein Projekt der Rosa-Luxemburg-Stiftung, durchgeführt.
Die Bundesarbeitsgemeinschaft sowie entsprechende Landesarbeitsgemeinschaften diverser Landesverbände bestanden bis Anfang der 2020er Jahre fort.

## Einzelbelege
1. ↑  http://die-linke.de/partei/zusammenschluesse/bag_rote_reporterinnen/ - Stand 19:50 6. Januar 2008
2. ↑  http://die-linke.de/partei/zusammenschluesse/bag_rote_reporterinnen/ - Stand 19:50 6. Januar 2008